# Маккормик, Роберт
Роберт Резерфорд Маккормик, Полковник Маккормик (англ. Robert Rutherford «Colonel» McCormick) (30 июля 1880 — 1 апреля 1955) — чикагский медиамагнат, владелец газеты Chicago Tribune. Сторонник политики невмешательства, Маккормик был категорически против вступления США во Вторую мировую войну и усиления контроля государства и федеральной власти после объявления Нового курса Рузвельта.

## Биография
Маккормик родился в богатой и известной семье и был одним из внуков Джозефа Медилла, бывшего мэра Чикаго и владельца медиахолдинга Tribune Company. Его двоюродным дедом был изобретатель и предприниматель Сайрус Маккормик.

### Первые шаги
С 1889 по 1893 год Маккормик жил в Лондоне со своими родителями, затем вернулся в Чикаго. В 1899 году был зачислен в Йельский университет, где был членом престижного тайного общества Scroll and Key до окончания колледжа в 1903 году.
После окончания Северо-западного университета Маккормик работал в юридической фирме в Сан-Франциско, затем в 1907 году стал сооснователем юридической компании Kirkland & Ellis, в которой работал до 1920 года, представляя Tribune Company, президентом которого он уже был к тому времени.
В 1910 году Маккормик получает контроль над Chicago Tribune и становится её главным редактором и издателем вместе со своим двоюродным братом Джозефом Паттерсоном.

### Военная карьера
В 1915 году Маккормик отправляется в Европу военным корреспондентом от Chicago Tribune и берёт интервью у таких известных деятелей как император Николай II, премьер-министр Великобритании Герберт Асквит, и Первый Лорд Адмиралтейства Уинстон Черчилль.
Он посещает и Восточный и Западный фронты и начинает собирать свою коллекцию обломков исторически значимых зданий, которые позже были использованы при строительстве Tribune Tower.
13 июня 1917 года Маккормик возвращается в Европу в составе армии США и служит в разведке. Желая действовать более активно, он проходит артиллерийскую подготовку и к 17 июня 1918 года становится подполковником, а к 5 сентября 1918 года получает звание полковника артиллерии.
Роберт Маккормик принял участие в ряде крупных сражений:
- Сражение при Кантиньи, в честь которого он назвал свою ферму в Иллинойсе
- Битва за Суассон
- Сен-Миельская операция
- Вторая фаза Мёз-Аргоннского наступления.

За участие в военных действиях Роберт Маккормик был награждён «Медалью за особые заслуги» (Distinguished Service Medal). После этого он получает прозвище «Полковник Маккормик».

### Другие достижения
- В 1936 году Маккормик основал город Бе-Комо в Квебеке.[2]
- В 1955 году основал траст Robert R. McCormick Charitable Trust, который известен как Robert R. McCormick Foundation. Активы фонда оцениваются в 1,5 млрд долларов. Это некоммерческая организация, которая за свою историю выделила более миллиарда долларов на помощь журналистам, дошкольное образование, развитие системы здравоохранения, социальные службы, культуру и т. п.
- Подготовил экономическое обоснование и соответствующие документы для создания национального выставочного центра, который был построен уже после смерти Маккормика и назван в его честь (McCormick Place).
- Организовал и провёл ряд кампаний против организованной преступности, взяточничества, британского империализма, финансовой безответственности бизнеса на Wall Street, выступал против ООН, Лиги Наций, коммунизма и либерализма.

## Отзывы современников
Противоречивый и неординарный характер Маккормика вызывал самые разнообразные отзывы людей, которым пришлось с ним общаться в разные периоды его жизни.
Его коллеги и друзья описывали его как «аристократа в самом лучшем смысле этого слова», который «презирал паразитов, бездельников и дилетантов». Полковник часто работал по семь дней в неделю и всегда держал себя в форме, занимаясь верховой ездой и поло. Когда ему исполнилось семьдесят, он прекрасно смотрелся в своей старой военной форме.
Одним из своих политических противников Маккормик был охарактеризован как «человек, которому было трудно довериться». Один из знакомых, не одобрявший его консервативных взглядов и образа жизни, написал о нём: «Это был величайший ум четырнадцатого века».
Американский историк Арт Прайс назвал Маккормика «мультимиллионером с фашистскими взглядами».
Издатель Генри Регнери в своих мемуарах писал: 

Это был волк-одиночка, на которого можно смотреть, но всегда следует опасаться… Он всегда держался приветливо, но его поведение постоянно подчёркивало, что наши общие взгляды на такие аспекты как, например, международная политика не были поводом для фамильярности.